# Mugnano del Cardinale
Mugnano del Cardinale – miejscowość i gmina we Włoszech, w regionie Kampania, w prowincji Avellino.
Według danych na 1 stycznia 2022 roku gminę zamieszkiwało 5119 osób (2583 mężczyzn i 2536 kobiet).